# Odontodiplosis raoi
Odontodiplosis raoi är en tvåvingeart som beskrevs av Sharma 1986. Odontodiplosis raoi ingår i släktet Odontodiplosis och familjen gallmyggor. Inga underarter finns listade i Catalogue of Life.